# Kontrabras
Kontrabras – element olinowania ruchomego występujący przy ożaglowaniu ruchomym i o działaniu przeciwnym do brasu. Występuje również przy spinakerbomie. Mocowany jest jednym końcem do noku rei i biegnie w kierunku dziobu jednostki. Jego zadaniem jest usztywnienie drzewca i zapobieganie jego przerzuceniu na przeciwną burtę. Kontrabrasy podobnie jak brasy występują parami.